# Mario Flores Lanuza
Mario Francisco José Flores Lanuza (Alicante, 20 de marzo de 1956) es un empresario y político español. Es miembro del Partido Popular de la Comunidad Valenciana, donde desempeñó el cargo de consejero autónómico (oficialmente, Conseller) de Infraestructuras y Transportes de la Generalidad Valenciana (oficialmente, Generalitat Valenciana).

## Biografía
El grueso de su trayectoria profesional la desarrolló en el sector del comercio exterior, donde ocupó la presidencia de la Asociación de Transitarios Exteriores Internacionales de Alicante, y vocal de la misma asociación a nivel nacional. Desde 1996 a 2007 fue el presidente de la Autoridad Portuaria de Alicante, hasta que ocupando dicho cargo fue llamado por Francisco Camps para formar parte de su equipo de gobierno autonómico, en el cargo de Conseller de Infraestructuras y Transportes. Además, es una persona muy vinculada al deporte, ya que en su juventud fue atleta, y en la actualidad preside el Club de Atletismo Benacantil del Campeonato de España de atletismo.

## Investigaciones judiciales
En febrero de 2018 el juzgado de instrucción 17 de Valencia inició una investigación para esclarecer su papel como consejero de infraestructuras en el Consell de Camps durante la construcción de la Fórmula 1 de Valencia. En el marco de estas pesquisas se incluyeron registros coordinados judicialmente de varios investigados.